# 循貴妃

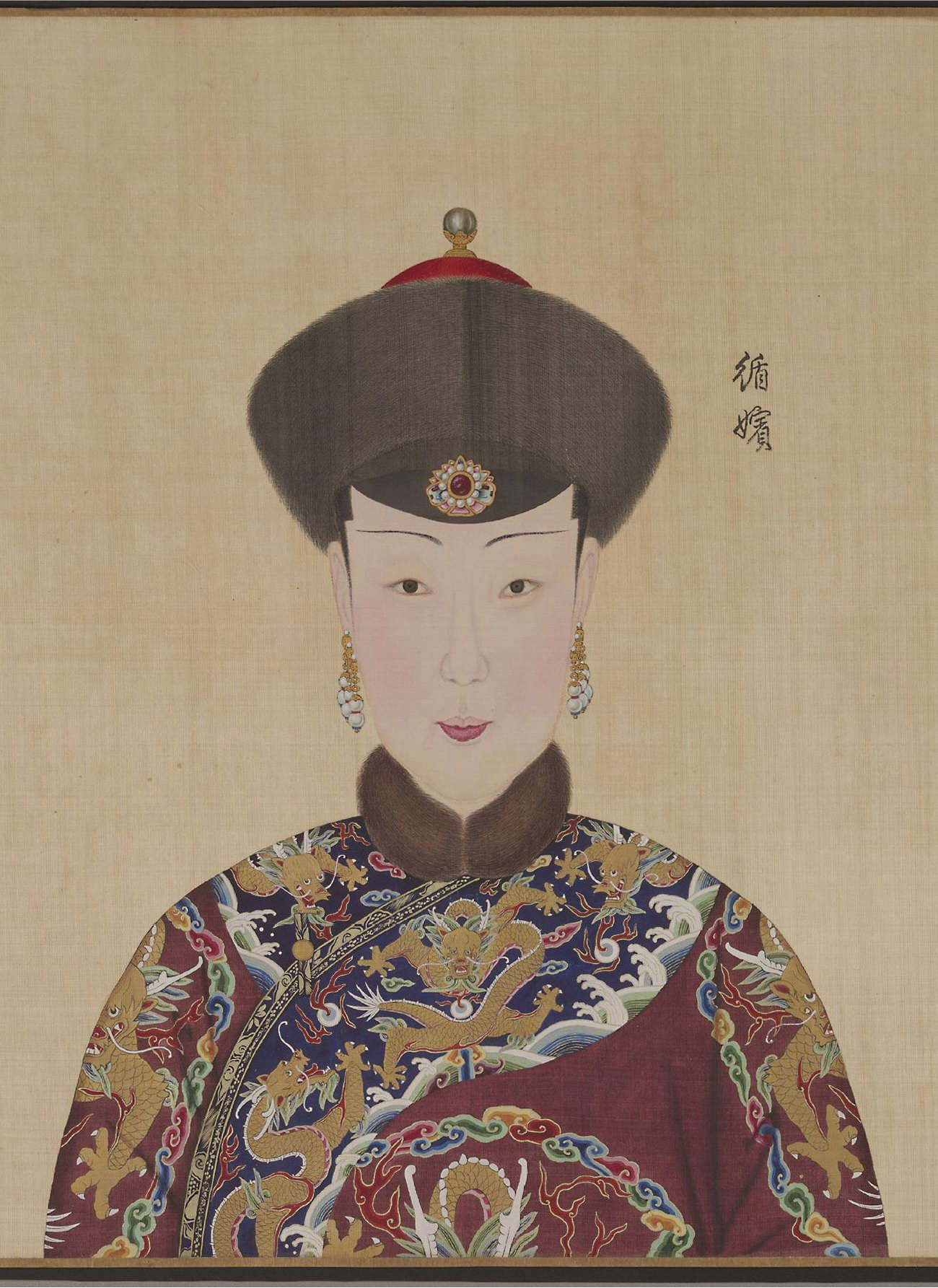
循貴妃 伊爾根覚羅氏

循貴妃（じゅんきひ、乾隆23年（1758年）9月28日 - 嘉慶2年（1797年）9月17日）は、清の乾隆帝の側室。満州鑲藍旗の出身。姓は伊爾根覚羅（イルゲンギョロ）氏。父は両広総督桂林。

## 生涯
乾隆41年（1776年）、后妃選定面接試験「選秀女」を受けて合格し、最初は貴人に封じられたが、後に嬪に改封され、循嬪として入宮する。
乾隆44年10月に循嬪としての正式冊封をうけるが、12月に父の桂林が死去し、循嬪は肝炎とそれに伴う鬱病を発症し、太医たちが力を尽くして治そうとしたが、循嬪の精神状態に問題があったので、効果が出ることはなかった。
乾隆59年（1794年）、循妃に冊封される。
嘉慶2年（1797年）、肺結核により逝去し、裕陵の妃園寢に葬された。
乾隆帝が正式に循妃を循貴妃に追贈したという記録はないが、『昌瑞山万年統志』、『清皇室四譜』などの清代の資料には循貴妃の名で記されている。

## 伝記資料
- 『清史稿』